# District de Lavaux
Pour les articles homonymes, voir Lavaux (homonymie).

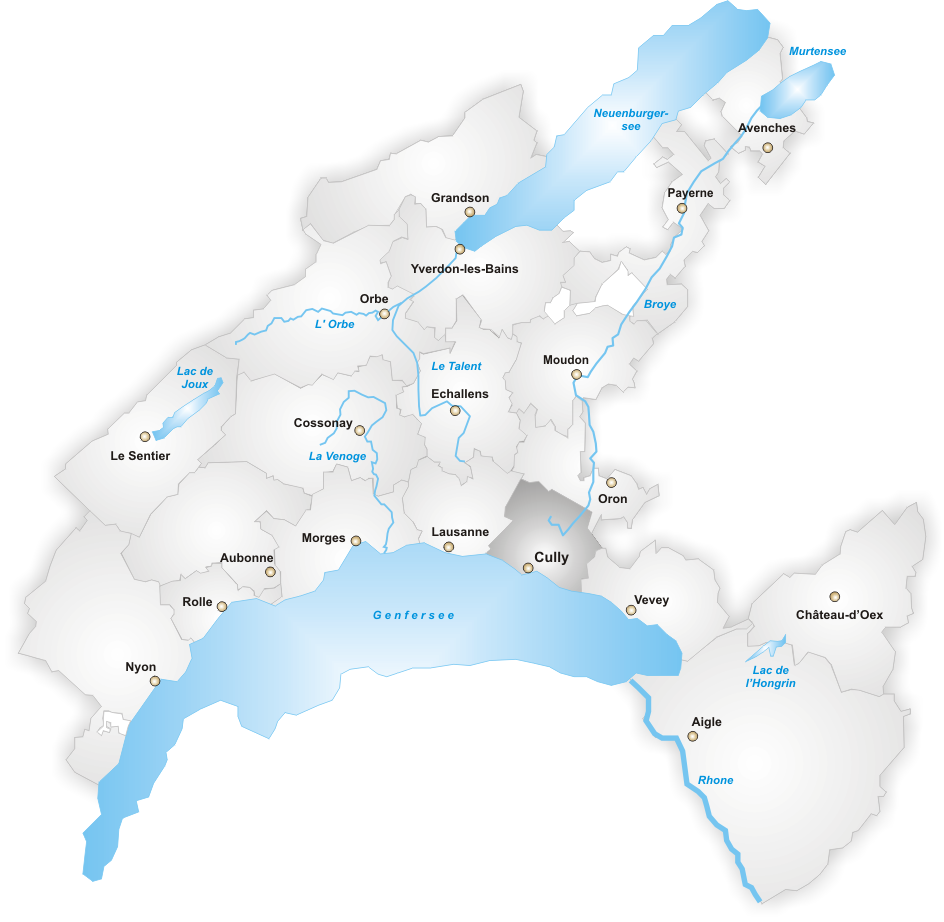
Localisation du district.

Le district de Lavaux est l'un des 19 anciens districts du canton de Vaud.
Il disparaît le 1er janvier 2008 à la suite de la réorganisation territoriale du canton de Vaud, les communes le composant se retrouvent toutes incorporées dans le nouveau district de Lavaux-Oron.

## Communes
- Cercle de Cully :
  - Cully
  - Épesses
  - Forel (Lavaux)
  - Grandvaux
  - Riex
  - Villette (Lavaux)

- Cercle de Lutry :
  - Lutry
  - Savigny

- Cercle de Saint-Saphorin :
  - Chexbres
  - Puidoux
  - Rivaz
  - Saint-Saphorin (Lavaux)